# Campionati del mondo di mountain bike 2006

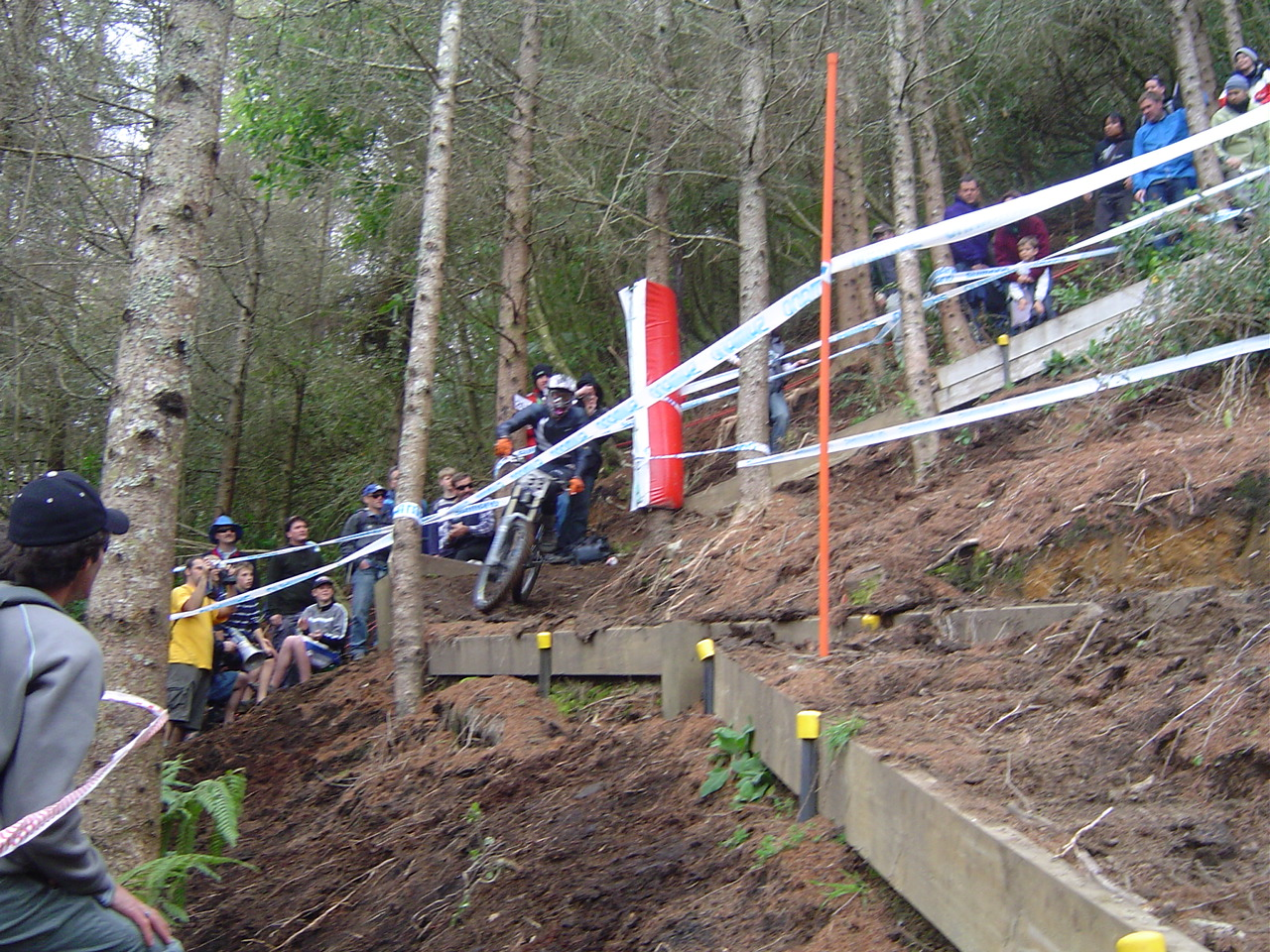

I Campionati del mondo di mountain bike 2006 (en.: 2006 UCI Mountain Bike & Trials World Championships), diciassettesima edizione della competizione, furono disputati a Rotorua, in Nuova Zelanda, tra il 22 e il 27 agosto.

## Eventi
Si gareggiò nelle tre discipline della mountain bike, cross country, downhill e four-cross.

## Medagliere
Medagliere finale
| Pos.   | Nazione       | Oro | Argento | Bronzo | Totale |
| ------ | ------------- | --- | ------- | ------ | ------ |
| 1      | Svizzera      | 3   | 3       | 3      | 9      |
| 2      | Francia       | 2   | 2       | 1      | 5      |
| 3      | Australia     | 2   | 0       | 1      | 3      |
| 4      | Cina          | 1   | 1       | 0      | 2      |
| 4      | Nuova Zelanda | 1   | 1       | 0      | 2      |
| 6      | Rep. Ceca     | 1   | 0       | 0      | 1      |
| 7      | Norvegia      | 1   | 0       | 0      | 1      |
| 7      | Slovenia      | 1   | 0       | 0      | 1      |
| 7      | Stati Uniti   | 1   | 0       | 0      | 1      |
| 10     | Italia        | 0   | 2       | 0      | 2      |
| 11     | Regno Unito   | 0   | 1       | 1      | 2      |
| 12     | Paesi Bassi   | 0   | 1       | 0      | 1      |
| 12     | Russia        | 0   | 1       | 0      | 1      |
| 12     | Sudafrica     | 0   | 1       | 0      | 1      |
| 15     | Canada        | 0   | 0       | 3      | 3      |
| 16     | Svezia        | 0   | 0       | 1      | 1      |
| 16     | Polonia       | 0   | 0       | 1      | 1      |
| 16     | Germania      | 0   | 0       | 1      | 1      |
| 16     | Austria       | 0   | 0       | 1      | 1      |
| Totale | Totale        | 13  | 13      | 13     | 39     |

## Sommario degli eventi
| Eventi                       | Oro                                     | Tempo                     | Argento                                | Tempo   | Bronzo                                                   | Tempo   |
| Cross country                |                                         |                           |                                        |         |                                                          |         |
| Uomini Elite dettagli        | Julien Absalon Francia                  | 2h09'07" Media 19,19 km/h | Christoph Sauser Svizzera              | a 43"   | Fredrik Kessiakoff Svezia                                | a 1'58" |
| Uomini Under-23 dettagli     | Nino Schurter Svizzera                  | 1h54'58" Media 19,39 km/h | Tony Longo Italia                      | a 50"   | Max Plaxton Canada                                       | a 2'34" |
| Uomini Junior dettagli       | Mathias Flückiger Svizzera              | 1h19'37" Media 17,78 km/h | Martin Fanger Svizzera                 | a 51"   | Pascal Meyer Svizzera                                    | a 1'22" |
| Donne Elite dettagli         | Gunn-Rita Dahle Norvegia                | 1h55'19" Media 15,45 km/h | Irina Kalent'eva Russia                | a 2'45" | Marie-Hélène Prémont Canada                              | a 4'22" |
| Donne Under-23 dettagli      | Ren Chengyuan Cina                      | 1h31'17" Media 15,51 km/h | Ying Liu Cina                          | a 1'38" | Sarah Koba Svizzera                                      | a 4'56" |
| Donne Junior dettagli        | Tanja Žakelj Slovenia                   | 1h18'23" Media 13,70 km/h | Julie Krasniak Francia                 | a 23"   | Nadja Roschi Svizzera                                    | a 1'13" |
| Team relay                   |                                         |                           |                                        |         |                                                          |         |
| Staffetta a squadre dettagli | Svizzera Vogel, Fanger, Henzi, Schurter | 1h27'20"                  | Italia Longo, Cominelli, Lechner, Zoli | a 50"   | Polonia Karczynski, Dzialakiewicz, Wloszczowska, Pyrgies | a 1'04" |
| Downhill                     |                                         |                           |                                        |         |                                                          |         |
| Uomini Elite dettagli        | Sam Hill Australia                      | 3'11"03 Media 41,46 km/h  | Greg Minnaar Sudafrica                 | a 4"22  | Nathan Rennie Australia                                  | a 6"13  |
| Uomini Junior dettagli       | Cameron Cole Nuova Zelanda              | 3'28"29 Media 38,02 km/h  | Sam Blenkinsop Nuova Zelanda           | a 1"16  | Antoine Badouard Francia                                 | a 1"55  |
| Donne Elite dettagli         | Sabrina Jonnier Francia                 | 3'50"32 Media 34,39 km/h  | Tracy Moseley Regno Unito              | a 3"51  | Rachel Atherton Regno Unito                              | a 7"48  |
| Donne Junior dettagli        | Tracey Hannah Australia                 | 4'07"07 Media 32,06 km/h  | Floriane Pugin Francia                 | a 4"67  | Micayla Gatto Canada                                     | a 33"84 |
| Four-cross                   |                                         |                           |                                        |         |                                                          |         |
| Uomini dettagli              | Michal Prokop Rep. Ceca                 |                           | Roger Rinderknecht Svizzera            |         | Guido Tschugg Germania                                   |         |
| Donne dettagli               | Jill Kintner Stati Uniti                |                           | Anneke Beerten Paesi Bassi             |         | Anita Molcik Austria                                     |         |

| Eventi                     | Oro                                           | Penalità | Argento                                              | Penalità | Bronzo                                  | Penalità |
| Trials                     |                                               |          |                                                      |          |                                         |          |
| Uomini Elite 26" dettagli  | Kenny Belaey Belgio                           | 4        | Vincent Hermance Francia                             | 5        | Giacomo Coustellier Francia             | 8        |
| Uomini Elite 20" dettagli  | Marco Hösel Germania                          | 10       | Carles Diaz Spagna                                   | 14       | Benito Ros Spagna                       | 15       |
| Uomini Junior 26" dettagli | Aurélien Fontenoy Francia                     | 9        | Ben Slinger Regno Unito                              | 11       | Matthias Mrhos Germania                 | 17       |
| Uomini Junior 20" dettagli | Marco Thomä Germania                          | 6        | Aurélien Fontenoy Francia                            | 14       | Matthias Mrhos Germania                 | 16       |
| Donne dettagli             | Karin Moor Svizzera                           | 19       | Mireia Abant Spagna                                  | 25       | Gemma Abant Spagna                      | 40       |
| Squadre dettagli           | Francia Caisso, Vuillermot, Fontenoy, Pesenti | 372      | Germania Hösel, Thomä, Hoffmann, Mhros, Bettenhausen | 340      | Spagna Ros, Comas, Eduard Planas, Abant | 339      |